# 9293 Kamogata
9293 Kamogata (1982 XQ1) là một tiểu hành tinh vành đai chính được phát hiện ngày 13 tháng 12 năm 1982 bởi H. Kosai và K. Hurukawa ở Trạm Kiso thuộc Đài thiên văn Tokyo.